# ستانلي نوابيلي
ستانلي نوابيلي هو لاعب كرة قدم نيجيري محترف يلعب كحارس مرمى لنادي الدوري الإنجليزي الممتاز تشيبا يونايتد والمنتخب النيجيري . 

## الحياة الشخصية
ستانلي من مواليد يوم 10 يونيو 1996.

## مسيرته
في عام 2019، انضم ستانلي نوابيلي إلى نادي غو راوند إف سي ، قبل أن ينتقل لاحقًا إلى إنيمبا في عام 2020.

### مسيرته الدولية
لعب ستانلي نوابيلي أول مباراة دولية له مع المنتخب النيجيري  في مباراة ودية دولية ضد المكسيك في الولايات المتحدة. 

## روابط خارجية
- ستانلي نوابيلي على فرق كرة القدم الوطنية.كوم